# Narancsvidék (film)
A Narancsvidék (eredeti cím: Orange County) 2002-ben bemutatott amerikai vígjáték, melyet Mike White forgatókönyvéből Jake Kasdan rendezett. A főbb szerepekben Jack Black és Colin Hanks látható.

## Szereplők
| Szereplő       | Színész          | Magyar hang         |
| -------------- | ---------------- | ------------------- |
| Shaun Brumder  | Colin Hanks      | Kálloy Molnár Péter |
| Lance Brumder  | Jack Black       | Szabó Győző         |
| Ashley         | Schuyler Fisk    | Pikali Gerda        |
| Lonny          | Bret Harrison    |                     |
| Arlo           | Kyle Howard      | Pálmai Szabolcs     |
| Chad           | R.J. Knoll       | Moser Károly        |
| Cindy Beugler  | Catherine O’Hara | Kovács Nóra         |
| Mr. Burke      | Mike White       |                     |
| Bud Brumder    | John Lithgow     | Várkonyi András     |
| Charlotte Cobb | Lily Tomlin      | Bessenyei Emma      |
| Marcus Skinner | Kevin Kline      |                     |
| A tűzoltó      | Ben Stiller      | Kapácsy Miklós      |

## Díjak és jelölések
2002 – MTV Movie Awards – Legjobb feltörekvő színész (Colin Hanks)

## Filmzene
A film zenéjét 2001. december 18-án adták ki kétlemezes változatban.
1. "Defy You" – The Offspring
2. "Story of My Life" (Live) – Social Distortion
3. "The One" – Foo Fighters
4. "Shadow Stabbing" – Cake
5. "Butterfly" – Crazy Town
6. "1st Time" – Bad Ronald
7. "Lay Down Burden" – Brian Wilson
8. "Everything's Cool" – Lit
9. "Glad That It's Over" – 12 Rods
10. "Stick 'Em Up" – Quarashi
11. "Lose You" – Pete Yorn
12. "Under The Tracks" – Creeper Lagoon
13. "Love and Mercy" – Brian Wilson
14. "California" – Phantom Planet
15. "Hello" – Sugarbomb
16. "The Middle" – Jimmy Eat World